# Кунті

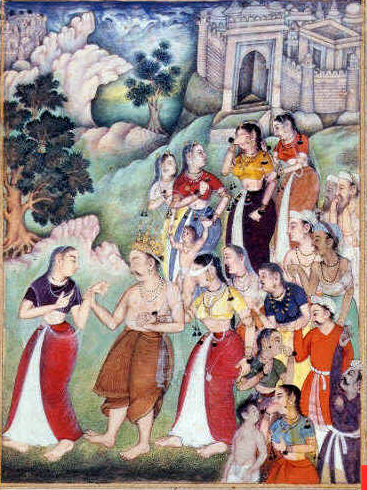
Кунті провідник Дхрітараштри і Гандхарі в лісі

Кунті (санскр. कुंती) — героїня давньоіндійського епосу «Магабгарата», дружина царя Хастінапуру Панду і мати трьох старших з п'яти братів Пандавів — головних героїв «Магабгарати». При народженні її назвали Прітхою, і за обітницею батько дівчинки цар Ядавів Шура віддав її своєму бездітному кузенові цареві Кунтібходжі. На ім'я приймального батька царівна стала називатися Кунті.
Коли у царя Кунтібходжі протягом року проживав суворий аскет Дурваса, Кунті було доручено прислужувати гостю. Дурваса був такий задоволений доброзичливістю Кунті, що в нагороду навчив її мантрі з «Атхарва-веди», якою вона могла за своїм бажанням викликати будь-якого бога для здобуття потомства. Викликавши бога сонця Сур'ю з цікавості, щоб випробувати мантру, юна Кунті народила від Сур'ї героя Карну. За наполяганням Кунті Сур'я обдарував сина приросли до тіла золотими сережками та панциром, які робили героя невразливим (пор. невразливість Ахілл а, отриману від його матері Фетіди, і невразливість Бальдр а, отриманий від його матері Фригг). Згідно з пророцтвом Дурваси, Кунті зберегла невинність, а від немовляти позбулася, пустивши його річкою в кошику. Карну, за долею якого Кунті стежила за допомогою спостерігача, усиновив візник.
Кунті, зберігаючи в таємниці дошлюбний зв'язок з Сур'єю, вийшла заміж за могутнього царя Кауравів Панду, який взяв і другу дружину — Мадрі. Через прокляття брахмана Панду не міг мати дітей, і для продовження царського роду Кунті, відкривши чоловікові свою таємницю, за допомогою мантри Дурваси народила трьох синів від богів. Від бога закону Дхарми народився майбутній Цар справедливості праведний Юдхіштхіра, від бога вітру Ваю — нездоланний і неприборканий богатир Бхімасена, від царя богів Індри — великий воїн Арджуна. Після довгих умовлянь Панду Кунті допомогла його молодшої дружини Мадрі викликати близнючних богів ашвін, від яких народились близнюки Накула і Сахадева. Після смерті Панду Мадрі пішла за ним на похоронне багаття, Кунті виховала всіх п'ятьох братів Пандавів, а царем Кауравів став старший брат Панду Дхрітараштра, раніше відсторонений від спадкування через сліпоту.
Сто синів Дгрітараштри, яких сказання називає Кауравами, на чолі зі старшим братом Дурьйодганой намагалися позбутися Пандавов (отруїти, втопити, спалити) і захопити їх частку царства. Кілька років Кунті з Пандавами поневірялася інкогніто, харчуючись милостинею. Потім Пандавам було дозволено побудувати власне царство, але тріумф був недовгим — їх царство було шахрайські виграно у кістки Дурьйодханою, самі Пандави знову відправлені у вигнання, а Кунті на правах родички залишилася при дворі царя Дхрітараштри. Після завершення тринадцятирічного вигнання Пандавов Кунті вимагала від них зі зброєю в руках помститися Кауравам.
Перед битвою Кунті відвідала Карну, який, не знаючи споріднення, став побратимом Дурьйодгани і з юності ворогував з Пандавами, і просила його щадити Пандавів на полі бою. Карна жорстоко дорікав матері, яка лишила його в дитинстві і відмовився возз'єднатися з братами, але обіцяв щадити всіх Пандавів, крім свого вічного суперника Арджуни. Тут перекриваються кілька загальноепічних мотивів: сутичка невпізнаних один одного родичів (найчастіше це не брати, а батько з сином); повернення підкидька в рідну сім'ю; заступництво, який чиниться матір'ю молодшому синові на шкоду старшому (СР Ревека допомагає Яків у отримати первородство в обхід старшого Ісав а). У колізії Кунті — Карна всі ці мотиви відхиляються від канону: Карна знає, що Арджуна його брат, але від ворожнечі не відмовляється; кинути пристарілих прийомних батьків і визнати Кунті матір'ю ображений Карна також не згоден; корона Пандавів і право первородства його не цікавлять.
У битві на Курукшетрі Пандави перемагають Кауравів і повертають царство, а Карна гине в сутичці з Арджуною, який застосував нечесний прийом. Тільки при здійсненні похоронних обрядів Пандави дізнаються від Кунті, що непереможний Карна був їхнім братом, і Юдхіштхіра гнівно засуджує матір за те, що вона приховала їх спорідненість з Карною. Кунті мучиться каяттям, вважаючи, що найбільший герой Карна загинув з її вини (адже вона приховала від Арджуни, що Карна його брат), і залишок життя проводить самітницею в лісі зі старим Дгрітараштрою і його дружиною Гандхарі, де всі троє гинуть в лісовій пожежі.